# Cassà de la Selva
Cassà de la Selva est une commune de la province de Gérone, en Catalogne, en Espagne dans la comarque de Gironès.

## Géographie
Il est situé à 12 kilomètres au sud de Gérone, sur la route C-65 qui relie la capitale à la Costa Brava (Platja d'Aro, Palamós, Sant Feliu de Guíxols, etc.). L’aéroport de Gérone-Costa Brava est à dix minutes et Barcelone à une heure.

## Personnalités
- Laia Cañigueral